# Собенин, Аркадий Иванович
Аркадий Иванович Собенин (1910, дер. Татышлы, Уфимская губерния — 1972) — советский партийный деятель, первый секретарь Амурского обкома КПСС (1952—1955).

## Биография
Аркадий Иванович Собенин родился в 1910 году в деревне Татышлы Бирского уезда.
Член ВКП(б) с 1929 года. В 1935 году окончил Казанский институт инженеров коммунального строительства. Работал инженером-строителем в Молотове (1935), затем служил в армии (1935—1936), после чего работал инженером-проектировщиком в Свердловском облсантехстрое (1936—1937).
В 1937—1946 годы — на партийной работе в Свердловске: инструктор Свердловского горкома ВКП(б), 1-й секретарь Октябрьского райкома ВКП(б), заведующий Организационно-инструкторским отделом горкома партии; в 1945—1946 — секретарь Свердловского горкома ВКП(б).
С 1946 по 10 июля 1948 года — заместитель заведующего отделом Управления по проверке партийных органов ЦК ВКП(б).
С июля 1948 года — секретарь, затем — 2-й секретарь, с 7 августа 1952 по 16 декабря 1955 года — 1-й секретарь Амурского областного комитета ВКП(б) — КПСС.
Одновременно (14.10.1952 — 14.2.1956) — член Центральной Ревизионной Комиссии КПСС. Депутат (от Амурской области) Совета Союза Верховного Совета СССР 4 созыва (1954—1958).
Умер в 1972 году.